# Rhabderemia besnardi
Rhabderemia besnardi är en svampdjursart som beskrevs av Oliveira och L. Hajdu 2005. Rhabderemia besnardi ingår i släktet Rhabderemia och familjen Rhabderemiidae. Inga underarter finns listade i Catalogue of Life.